# Neoghibellinismo
Il neoghibellinismo è un termine che, riallacciandosi ai sentimenti filo-imperiali dei ghibellini medioevali, ha assunto vari significati storici, finendo per indicare riduttivamente quella corrente culturale laica, repubblicana e unitaria diffusa in Italia nella prima metà del XIX secolo che, ispirandosi all'illuminismo e all'anticlericalismo, si opponeva alle ingerenze ecclesiastiche e ai neoguelfi papali di Vincenzo Gioberti.

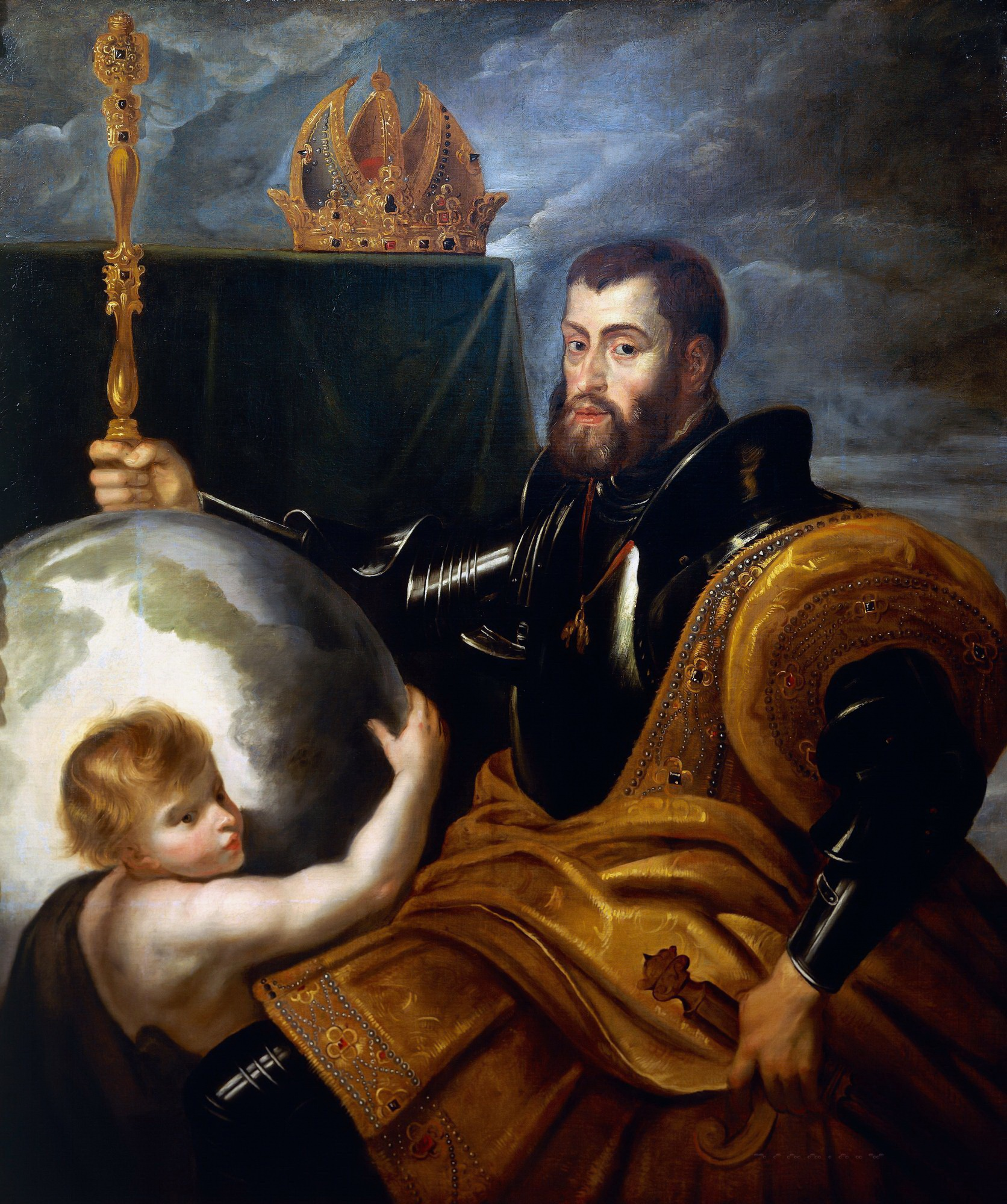
Allegoria dell'imperatore Carlo V come sovrano del mondo (Peter Paul Rubens, 1604 circa, Residenzgalerie di Salisburgo)

## Uso del termine
Prima di tornare in voga durante il Risorgimento italiano, il termine ghibellinismo o neoghibellinismo aveva caratterizzato anche il programma politico rinascimentale dello statista italiano e gran cancelliere ispano-asburgico Mercurino Arborio di Gattinara, consigliere dell'imperatore Carlo V nel Cinquecento.
Rifacendosi al suo significato medioevale di sostegno partigiano in favore del Sacro Romano Impero, Gattinara lo rilanciò come ideale politico-ideologico di una monarchia universale ad immagine di Gesù Cristo signore del mondo cristiano, capace non solo di riunificare sotto il proprio dominio i territori tedeschi e italiani, ma anche di posizionarsi come potere egemone sovranazionale subordinando a sé tutti i principi cristiani.
In seguito, il neoghibellinismo passò a designare nell'Ottocento il pensiero risorgimentale di quanti si contrapponevano al progetto neoguelfo e federalista di riunificazione nazionale italiana, considerando il Papato come l'ostacolo principale all'indipendentismo del paese.
Principali esponenti del neoghibellinismo in quest'epoca furono il drammaturgo Giambattista Niccolini, il romanziere Francesco Domenico Guerrazzi, e il poeta satirico Giuseppe Giusti.

## Ulteriori significati
Con un diverso significato, nel Novecento il fascismo si proponeva di realizzare un'idea di romanità «neo-ghibellina», mirante cioè alla ricostituzione di un Sacro Romano Impero o un Impero romano ma basato su valori spirituali, seppure non cristiani, richiamandosi a una sorta di imperialismo paganeggiante.
Alfiere di queste tesi fu Julius Evola, filosofo perennialista e vicino in seguito al neopaganesimo romano di certi ambienti neofascisti del secondo dopoguerra, il quale nel Mistero del Graal rivendicava il significato originario del termine ghibellino, indicante una spiritualità guerriera, regale e aristocratica, erede della tradizione esoterica del Graal, deprecandone l'inversione del suo contenuto semantico avvenuta nel corso del tempo, che avrebbe finito per denotare una dimensione laica, anti-tradizionale e profana, contrapposta a quella del sacro.
Negli anni sessanta, Evola e altri esponenti del ghibellinismo didero vita alla rivista di studi tradizionali Il Ghibellino.